# Akwarium Tropikalne w Porte Dorée
Akwarium Tropikalne w Porte Dorée (Aquarium Tropical de la Porte Dorée) znajduje się w 12-tej dzielnicy Paryża, w zabytkowym pałacu wzniesionym w 1931 roku specjalnie na wystawę poświęconej Historii Francuskiej Kolonizacji. Prowadzi również działalność badawczą i edukacyjną.